# Patellapis perineti
Patellapis perineti là một loài Hymenoptera trong họ Halictidae. Loài này được Benoist mô tả khoa học năm 1954.